# Верхнекоропецкая сельская община
Верхнекоропецкая сельская общи́на (укр. Верхньокоропецька сільська громада) — территориальная община в Мукачевском районе Закарпатской области Украины.
Административный центр — село Верхний Коропец.
Население составляет 7 296 человека. Площадь — 83,3 км².

## Населённые пункты
В состав общины входит 12 сёл:
- Верхний Коропец
- Буковинка
- Кучава
- Куштановица
- Зубовка
- София
- Лалово
- Березинка
- Станово
- Гандеровица
- Яблонов
- Новоселица